# Мар'ян Нищук
Мар'ян Нищук (нар. {\displaystyle \approx }1961) — український реабілітолог, тренер, альпініст, журналіст і прозаїк.

## Твори
- Мар’ян Нищук. Нетутешні оповідання. – Львів: ЛА «Піраміда», 2022. – 328 с.
- Мар’ян Нищук. Задуха. Збірка новел та есеїв. Літературний редактор Іван Лучук. 2005.
- Сергій Герман, Мар'ян Нищук. Капот під горизонтом: кіносценарій. Передмова Михайла Слабошпицького. // Київ. — 2019. — № 1—2. — С. 66—112.